# Вторжение Румынии в Бессарабию
Румынская военная интервенция в Молдавскую Демократическую Республику проходила в период с 19 января по 8 марта (по старому стилю — с 5 января по 23 февраля) 1918 года в рамках широкой интервенции союзников в Гражданскую войну в России. В ней участвовали Королевство Румыния, Российская Республика, Украинская Народная Республика и сторонники объединения Молдавской Демократической Республики, с одной стороны, и контролируемые большевиками Румчерод и Одесская Советская Республика, а также сторонники независимости Молдавской Демократической Республики. Интервенция началась, когда румынская армия и её союзники перешли границу Бессарабии и начали наступление на Кишинёв и Унгены, в итоге захватив последние.

## История
Февраль 1918
К началу февраля 1918 г. румынские войска под предлогом защиты населения и промышленно-продовольственного потенциала заняли крупные города и железнодорожные станции Бессарабии. Центральные районы края были заняты 1-й кавалерийской (штаб — Бельцы) и 11-й пехотной (штаб — Кишинев) дивизиями, а южные районы — 2-й кавалерийской (штаб — Чимишлия) и 13-й пехотной (штаб — Болград) дивизиями. Однако в сельских районах румынское присутствие было незначительно, и их власть никто не признавал. Отражением этой ситуации стал III Бессарабский губернский крестьянский съезд, открывшийся в Кишиневе 18 (31) января. Руководство «Сфатул Цэрий» надеялось подчинить съезд своему влиянию и добиться принятия резолюции с одобрением ввода румынских войск. Однако съезд высказался против интервенции и осудил действия «Сфатул Цэрий».
Избранный президиум по поручению съезда обратился к представителям стран Антанты в Яссах с протестом против румынской оккупации. Узнав об этом, румынское командование 22 января (4 февраля) разогнало съезд, арестовав и расстреляв активно выступавших против оккупации 45 делегатов из 116. Середина февраля 1918 года. Пока румынские войска продолжали захват Бессарабии, Румыния вела переговоры со странами Четверного союза о мире. (Четверной Союз — Блок Германской империи, Австро-Венгрии, Болгарии и Османской империи, противостоявший странам Антанты (Англия, Франция и Россия) в Первой мировой войне 1914—1918, — прим. ред). Имея почти 700-тысячную армию, состоявшую из 15 пехотных, 2 кавалерийских и 4 резервных дивизии, Румыния 15 (28) января 1918 г. сообщила странам Антанты о возможности заключения сепаратного мира.
18 февраля при личной встрече с Макензеном Авереску получил заверения в том, что румынскому королю ничто не угрожает, а Румыния сможет сохранить свои войска в Бессарабии. Одновременно румынской стороне были переданы предварительные условия мирных переговоров:
1. Не возобновлять войны со странами Четверного союза;
2. Уволить из румынской армии антантовских офицеров и принять германского офицера связи в румынском Генштабе;
3. Поддерживать вывоз сельскохозяйственных продуктов с Украины;
4. «Вся румынская армия получает свободу рук для операций против большевиков или против Петроградского правительства до тех пор, пока последнее не подпишет мира с центральными державами и Румынией. Она будет поддержана, если это станет необходимым с военной точки зрения, подразделениями союзных правительств».

24 февраля состоялась первая официальная встреча делегаций сторон. Пытаясь добиться смягчения условий соглашения, румынская сторона ссылалась на то, что «историческое призвание румынского народа состоит и будет состоять в том, чтобы оставаться естественным валом между Карпатами и устьями Дуная против славянства». Кроме того, румыны указали на то, что Бессарабия не может быть компенсацией за Добруджу, поскольку Румыния лишается выхода к морю. Но подобные заявления, конечно же, не повлияли на позицию делегации Четверного союза, которая потребовала от короля Фердинанда назначения прогермански настроенного А. Маргиломана премьер-министром ясского правительства.
Однако пока румынское руководство решало, что делать дальше, истек срок германского ультиматума, и германское командование 28 февраля заявило о прекращении перемирия. Правда, оно согласилось продлить его на сутки, если Румыния согласится на немедленную демобилизацию 8 своих дивизий и на пропуск через Молдавию и Бессарабию германо-австрийских войск на Украину.
В ответ румынская сторона 1 марта заявила о согласии на переговоры на основе взаимных уступок, но германская сторона выдвинула новый ультиматум, потребовав от Румынии до 12.00 2 марта безоговорочно принять все условия стран Четверного союза. В противном случае военные действия будут возобновлены. Поскольку положительный румынский ответ был получен позднее указанного срока, германская сторона 3 марта заявила о возобновлении военных действий, но, учитывая уже полученное согласие Румынии, страны Четверного союза потребовали до 12.00 5 марта подписать прелиминарный договор, новое соглашение о перемирии и окончательный договор на условиях Четверного союза.
В итоге 5 марта 1918 г. в Буфте под Бухарестом был подписан прелиминарный договор между Румынией и странами Четверного союза, согласно которому:
1. Румыния уступала Четверному союзу Добруджу.
2. Державы Четверного союза обязывались предоставить Румынии торговый выход к Черному морю через Констанцу.
3. Румыния в целом соглашалась на австро-венгерские требования исправления австро-венгерско-румынской границы.
4. Румыния признала экономические требования.
5. Румыния обязалась немедленно демобилизовать 8 дивизий и поручить проведение демобилизации румынскому и германскому командованию. Остальная румынская армия подлежала демобилизации после восстановления русско-румынского мира.
6. Румыния согласилась на немедленный вывод своих войск с австро-венгерской территории.
7. Румынское правительство обязалось всеми силами поддержать перевозку войск держав Четверного союза через Молдавию и Бессарабию в Одессу.
8. Румыния обязалась уволить всех находившихся на румынской службе офицеров Антанты.
9. Договор вступал в силу немедленно. Не позднее 14 дней Румыния обязана заключить окончательный мирный договор.

Тем временем успешное продвижение советских войск по Украине, образование в Одессе Верховной коллегии по борьбе с румынской и бессарабской контрреволюцией, в руках которой СНК РСФСР сосредоточил все вопросы внешней политики Одесского района, и прибытие в Одессу Х. Г. Раковского «с задачей погнать румынские контрреволюционные силы из Бессарабии и вызвать революционное движение в Румынии», привело к тому, что 15 февраля переговоры с румынами были прерваны. Румынской стороне был предъявлен ультиматум о немедленной эвакуации из Бессарабии румынских войск, о выдаче всего захваченного ими русского военного имущества, о разгоне русских и прочих национальных контрреволюционных отрядов, о выдаче генерала Щербачева, о наказании виновников убийств и расстрелов русских военнослужащих. В противном случае, указывалось в документе, будут открыты военные действия «для защиты русской революции».
16 февраля военные действия возобновились. Однако попытка красной черноморско-дунайской флотилии прорваться в устье Дуная у Вилково, как и попытка советских войск овладеть Бендерами, окончилась неудачей. Румынская попытка обойти Тирасполь с юга привела к боям у Каркмазы и Паланке. 17 февраля СНК РСФСР передал в распоряжение Верховной коллегии по борьбе с румынской и бессарабской контрреволюцией Северную армию М. А. Муравьева, которая перебрасывалась из Киева в Одессу по железной дороге.
19 февраля Муравьев вступил «в главное командование над революционными войсками, действующими против Румынии», решив наступать на Яссы с трех направлений: от Могилева-Подольского, от Рыбницы и от Бендер.
20 февраля приказом советского командования Румынского фронта левобережье Днестра до линии Ташлык — Веселый Кут, Раздельная — Одесса, а также Бендерский и Аккерманский уезды Бессарабии объявлялись на военном положении.
21 февраля все советские войска, находившиеся на территории от Галаца до Севастополя, были объединены в 3-ю революционную армию под командованием П. С. Лазарева.
26 февраля между Рыбницей и Слободкой войска подходившей от Киева армии П. В. Егорова столкнулись с румынским отрядом, форсировавшим Днестр, и комбинированным ударом разгромили его.
28 февраля «на Рыбницком направлении революционные войска лихим ударом заняли правый берег Днестра, опрокинули румынских [оккупантов] и продвинулись на 15 верст; захватили 18 действующих орудий, большое число [27] пулеметов» и освободили Резину, Шолданешты и другие села. Однако занятие 3 марта Жмеринки австро-венгерскими и украинскими войсками вынудило советские отряды отступить за Днестр.
На юге Бессарабии попытка румын форсировать Днестр 1 марта у села Троицкого была отбита с помощью местного населения, но и советские части отошли за Днестр, оставив 8 марта Аккерман.
Общие потери румынских войск в ходе военных действий в январе — марте 1918 г. составили 488 человек (убито — 25, ранено — 312, пропало без вести — 151). Сложное положение Румынии на переговорах со странами Четверного союза, неудачи румынской армии на Днестре и необходимость выиграть время привели к тому, что румынское руководство решило пойти на переговоры с советскими представителями. Кроме того, советскими властями в Одессе были арестованы находящиеся в городе румынские политические и военные деятели, которых румынское правительство стремилось вернуть в Румынию. Со своей стороны, советские представители, полагавшие, что «обстоятельства складывались благоприятно для нас: революционное брожение в Румынии, всеобщее возмущение бессарабского населения, в особенности крестьян, против румынской оккупации, нежелание румынских солдат сражаться и малочисленность румынских сил в Бессарабии», вынуждены были из-за «катастрофического положения вследствие австро-германо-украинского наступления» тоже согласиться на переговоры.
В этих условиях дипломатические представители Антанты в Яссах 21 февраля поручили итальянскому посланнику в Румынии К. Фашиотти направить советскому правительству официальную ноту от их имени, которая гласила, что интервенция в Бессарабии «представляет военную операцию без какого-либо политического характера, предпринятую, несомненно, с гуманитарной целью — гарантировать снабжение провиантом русских и румынских войск и гражданского населения», и предложили румынскому командованию и советским властям начать в Одессе при их посредничестве переговоры.
(М. И. Мельтюхов, «Бессарабский вопрос между мировыми войнами 1917—1940 гг.»)